# اسب‌بازی (فیلم ۲۰۰۳)
اسب‌بازی (به انگلیسی: Horseplay) فیلمی محصول سال ۲۰۰۳ و به کارگردانی استاوروس کازانتزیدیس است. در این فیلم بازیگرانی همچون مارکوس گراهام، ابی کورنیش، توشکا برگن، جیسون داناوان، آماندا دوژ، بیل هانتر و ناتالی مندوزا ایفای نقش کرده‌اند.